# Míssil antibalístic

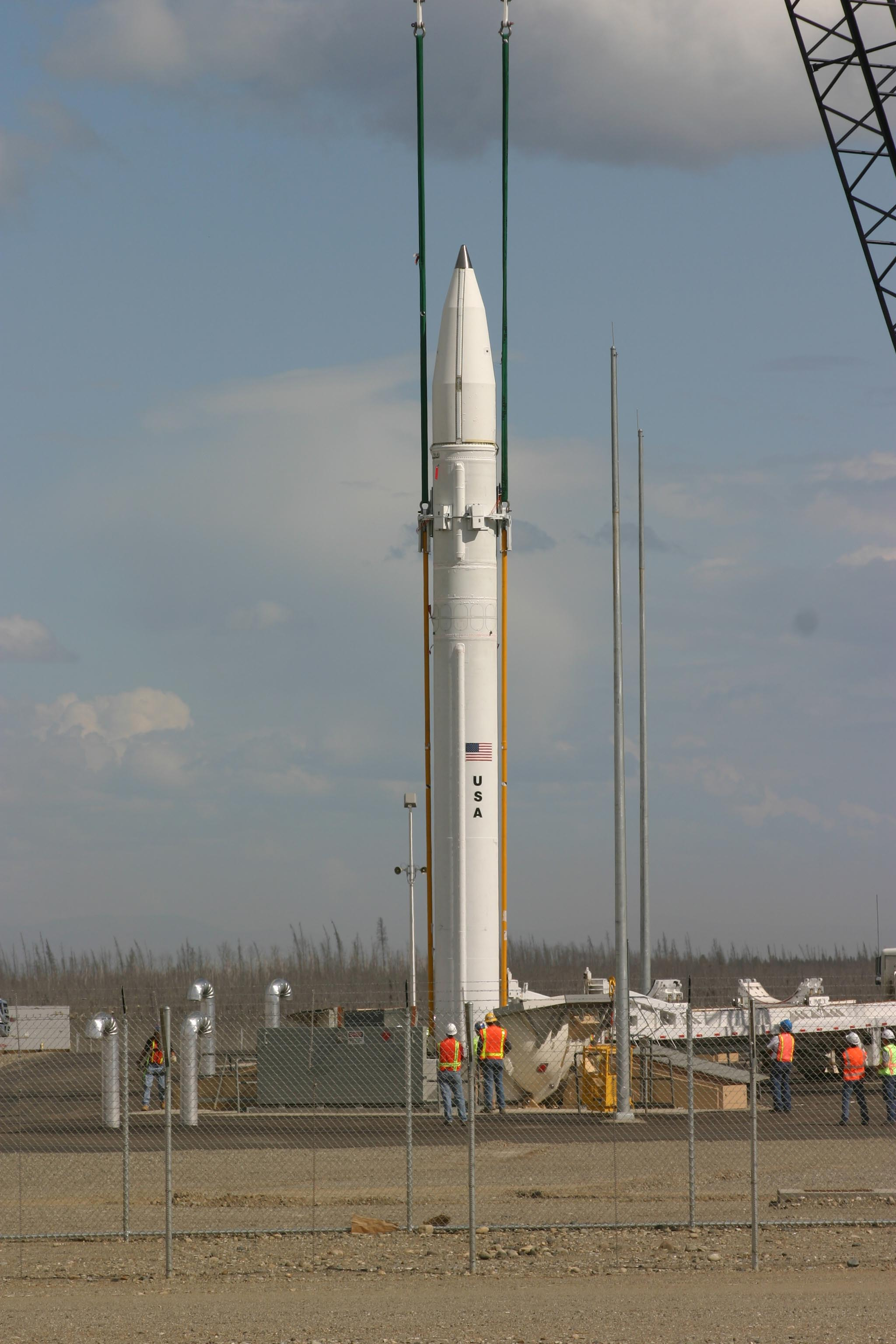
Un míssil interceptor terrestre del sistema de Ground-Based Midcourse Defense dels Estats Units, carregat en una sitja a Fort Greely, Alaska, el juliol de 2004.

El míssil antibalístic, o ABM per les sigles en anglès, és una arma dissenyada per interceptar i destruir míssils balístics. Els míssils balístics s'utilitzen per llançar ogives nuclears, químiques, biològiques o convencionals en una trajectòria de vol balístic.

## Història
S'han buscat sistemes efectius de míssils antibalístics des de la Guerra Freda, quan la carrera armamentista nuclear va augmentar l'amenaça d'una possible destrucció total mitjançant l'ús de míssils balístics imparables. A finals dels anys 1960 tant els Estats Units com la Unió Soviètica van desenvolupar sistemes de míssils antibalístics armats amb instruments atòmics, que combinaven projectils interceptors de gran altura com el nord-americà LIM-49A Spartan i el soviètic A-35 Galosh, amb coets interceptors de etapa terminal com el nord-americà Sprint i el rus A-135.
Ambdues nacions van ser limitades pel Tractat sobre Míssils Antibalístics de 1972, a posseir només un emplaçament d'ABM cadascuna; els EE. UU. van desmantellar el seu sistema, mentre que la URSS va desplegar-ne un al voltant de Moscou. Durant els anys 1980, Estats Units van iniciar la recerca d'una ambiciosa Iniciativa de Defensa Estratègica en contra d'un atac general soviètic, però aquest projecte va resultar molt car i tècnicament complicat, perdent la seva peremptorietat amb la dissolució de la URSS.
Avui dia s'ha fixat l'atenció en els sistemes de míssils terra-aire, com el dels nord-americans MIM-104 Patriot, els quals van ser usats amb un efecte limitat en contra dels míssils convencionals iraquians Scud, durant la Guerra del Golf Pèrsic entre 1990 i 1991. El 2002 els EE. UU. es van retirar formalment del Tractat sobre Míssils Antibalístics, amb la finalitat de desenvolupar una defensa enfront de possibles atacs de míssils, provinents de petites potències nuclears com Corea del Nord o dels que considera els seus enemics com la xarxa terrorista Al-Qaida.

## Sistemes actuals de lluita contra míssils balístics intercontinentals

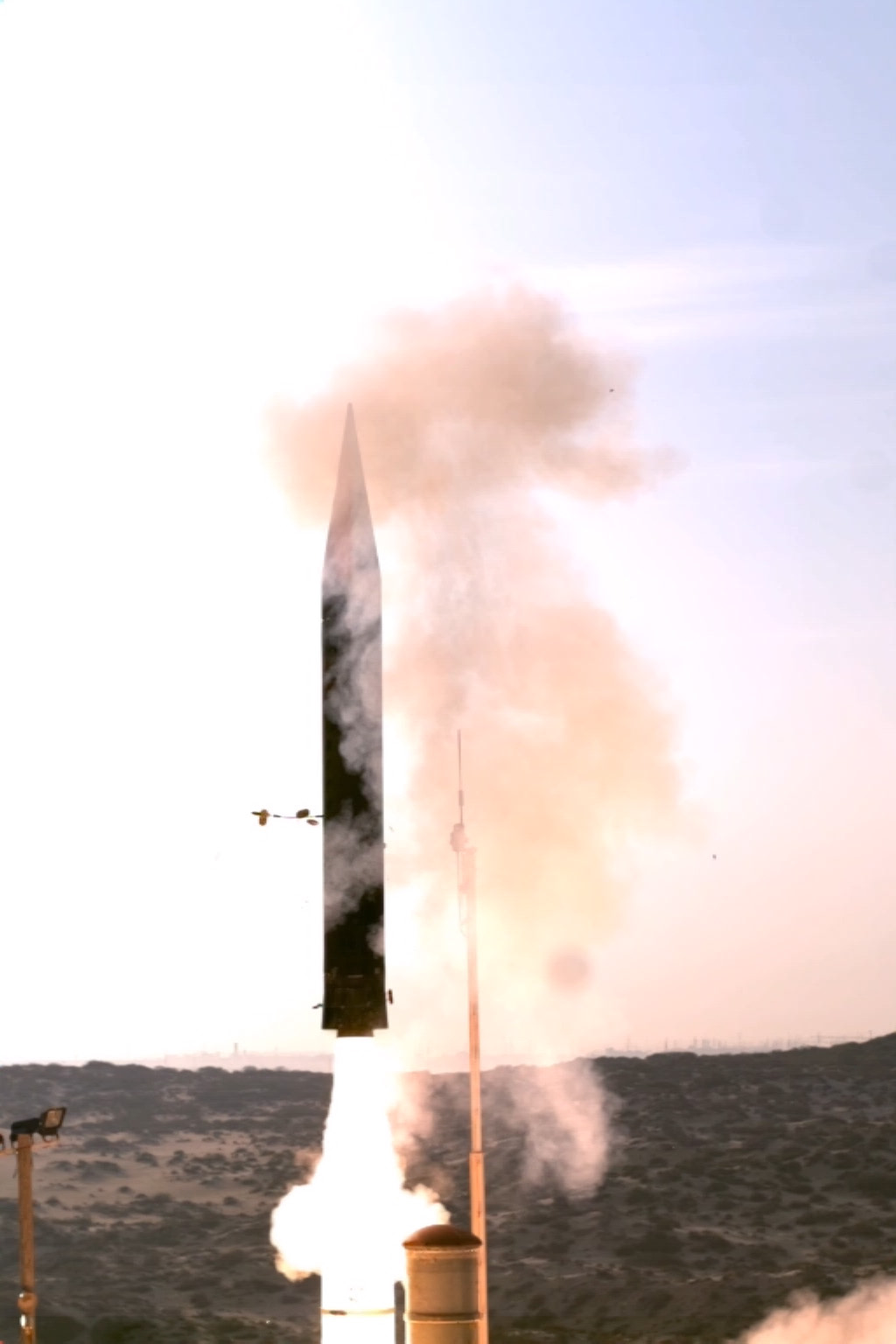
Arrow 3 israelià

Hi ha un nombre limitat de sistemes a tot el món que poden interceptar míssils balístics intercontinentals:
- El sistema rus de míssils antibalístics A-135 (rebatejat el 2017 com A-235)[2] s'utilitza per a la defensa de Moscou. Va entrar en funcionament el 1995 i va ser precedit pel sistema de míssils antibalístics A-35 . El sistema utilitza míssils Gorgon i Gazelle prèviament armats amb ogives nuclears. Aquests míssils s'han actualitzat (2017) i al seu lloc utilitzen interceptors cinètics no nuclears per interceptar qualsevol míssil balístic intercontinental entrant.[2]
- El sistema israelià Arrow 3 va entrar en servei operatiu el 2017. Està dissenyat per a la intercepció exoatmosfèrica de míssils balístics durant la part de la seva trajectòria de vol espacial, inclosos els de míssils balístics intercontinentals.[3] També pot actuar com a arma antisatèl·lit.
- El Programa indi de defensa contra míssils balístics Prithvi Mark 2 té la capacitat d'enderrocar míssils balístics intercontinentals. Ha completat les proves de desenvolupament i espera l'autorització del govern indi per poder ser implementat.[4][5]
- El sistema nord-americà de Ground-Based Midcourse Defense (GMD), anteriorment conegut com a Defensa Nacional contra Míssils (NMD), es va provar per primera vegada el 1997 i va tenir la seva primera prova d'intercepció reeixida el 1999. En lloc de fer servir una càrrega explosiva, llança un projectil d'impacte directe per interceptar un míssil balístic intercontinental. L'actual sistema GMD té com a objectiu protegir el territori continental dels Estats Units contra un atac nuclear limitat per part d'un Estat com a Corea del Nord. GMD no té la capacitat de protegir-se contra un atac nuclear total de Rússia, ja que actualment hi ha 44 interceptors terrestres disponibles per contrarestar els projectils dirigits cap als EE. EUA[6] (Aquest recompte d‟interceptors no inclou les defenses THAAD, Aegis o Patriot que brinden una defensa de menor abast contra projectils entrants).
- El míssil SM-3 Block IIA equipat amb el Sistema de Defensa contra Míssils Balístics Aegis va demostrar que pot enderrocar un objectiu ICBM el 16 de novembre de 2020.[7]En una prova de novembre de 2020, els Estats Units van llançar un míssil balístic intercontinental substitut des de l'atol de Kwajalein cap a Hawaii en direcció general al territori continental dels Estats Units, cosa que va activar una advertència satelital a una base de la Força Aèria de Colorado.[8] En resposta, l' USS John Finn va llançar un míssil que va destruir el míssil balístic intercontinental atacant, mentre encara era fora de l'atmosfera.[8]